# Schizaea pectinata
Schizaea pectinata là một loài dương xỉ trong họ Schizaeaceae. Loài này được L. Sw. mô tả khoa học đầu tiên năm 1801.

## Hình ảnh

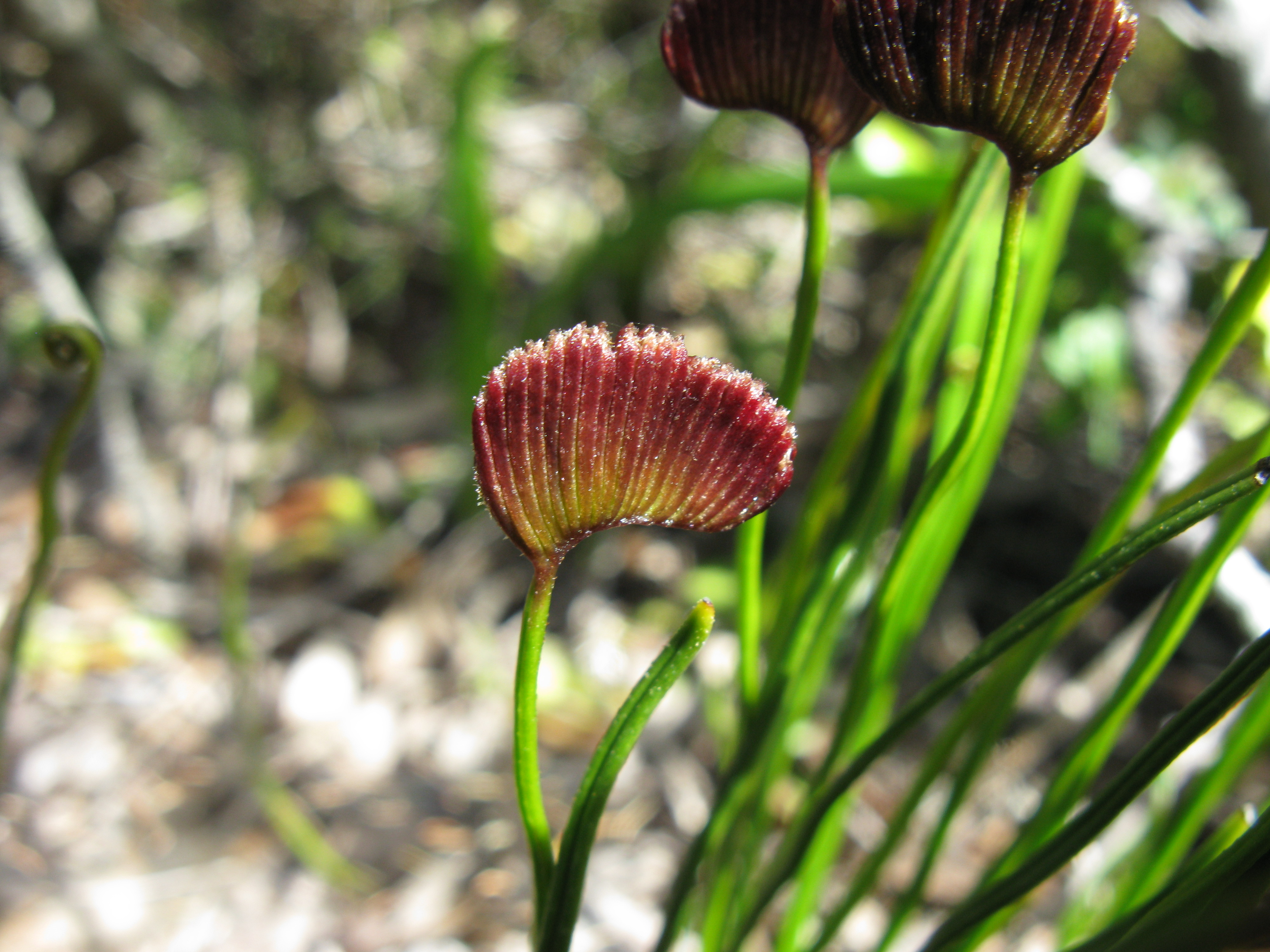
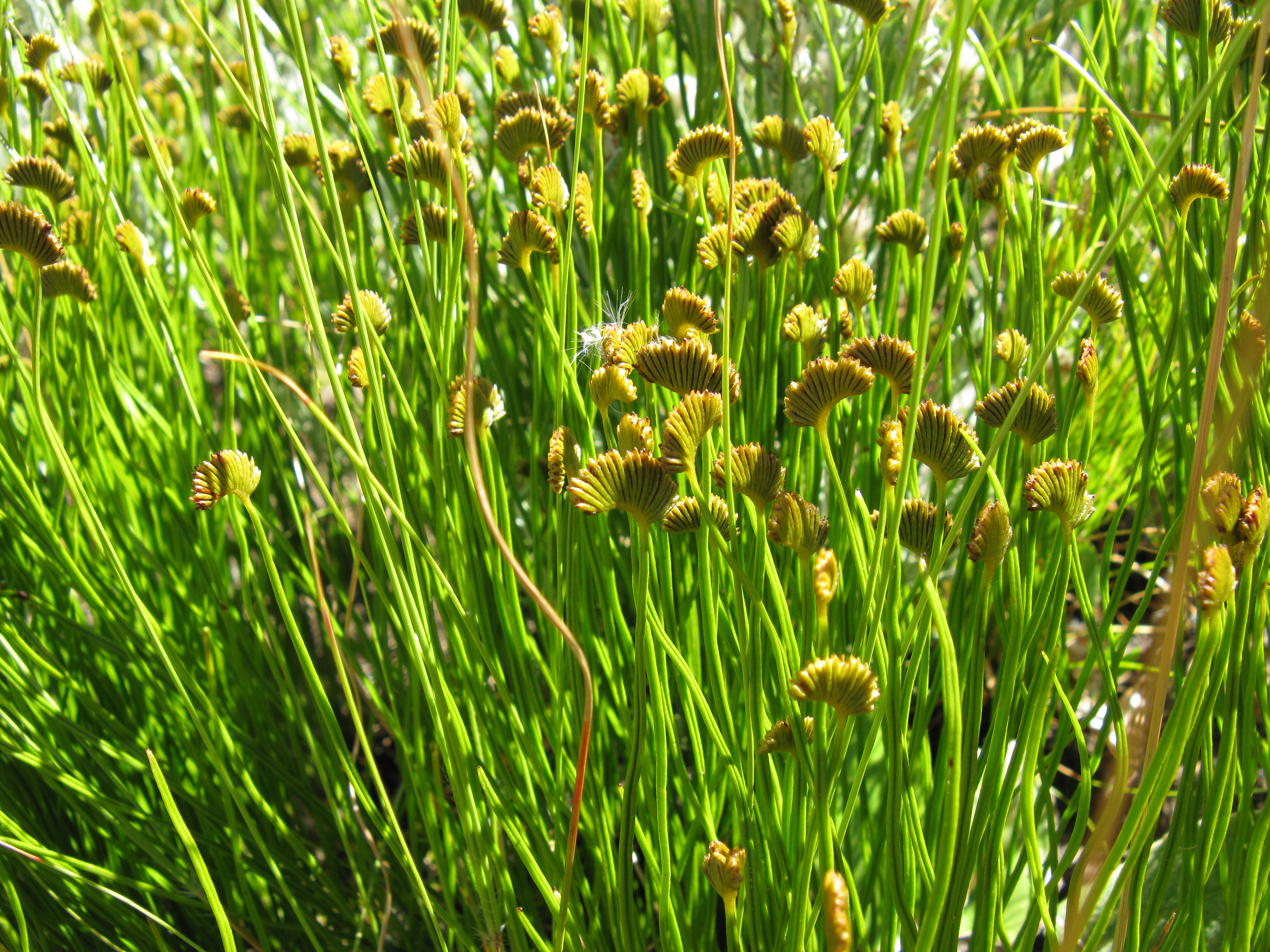